# Lago di Surigheddu
Il lago di Surigheddu è un bacino artificiale situato nella Sardegna settentrionale, in territorio di Alghero.

L'invaso è stato ottenuto con la realizzazione di uno sbarramento in terra omogenea di altezza superiore ai 15 metri sul rio Quidongias.
Il bacino venne creato negli anni sessanta per soddisfare le esigenze idriche della Cooperativa agricola italiana, una delle più importanti aziende agrozootecniche del nord Sardegna.